# Tour Windsor
Pour les articles homonymes, voir Windsor.
La tour Windsor (en espagnol : Torre Windsor) est un ancien gratte-ciel situé dans la ville de Madrid, en Espagne.

## Situation
Elle s'élevait sur le côté nord de la rue Raimundo Fernández Villaverde, au milieu du quartier des affaires de la ville.

## Historique

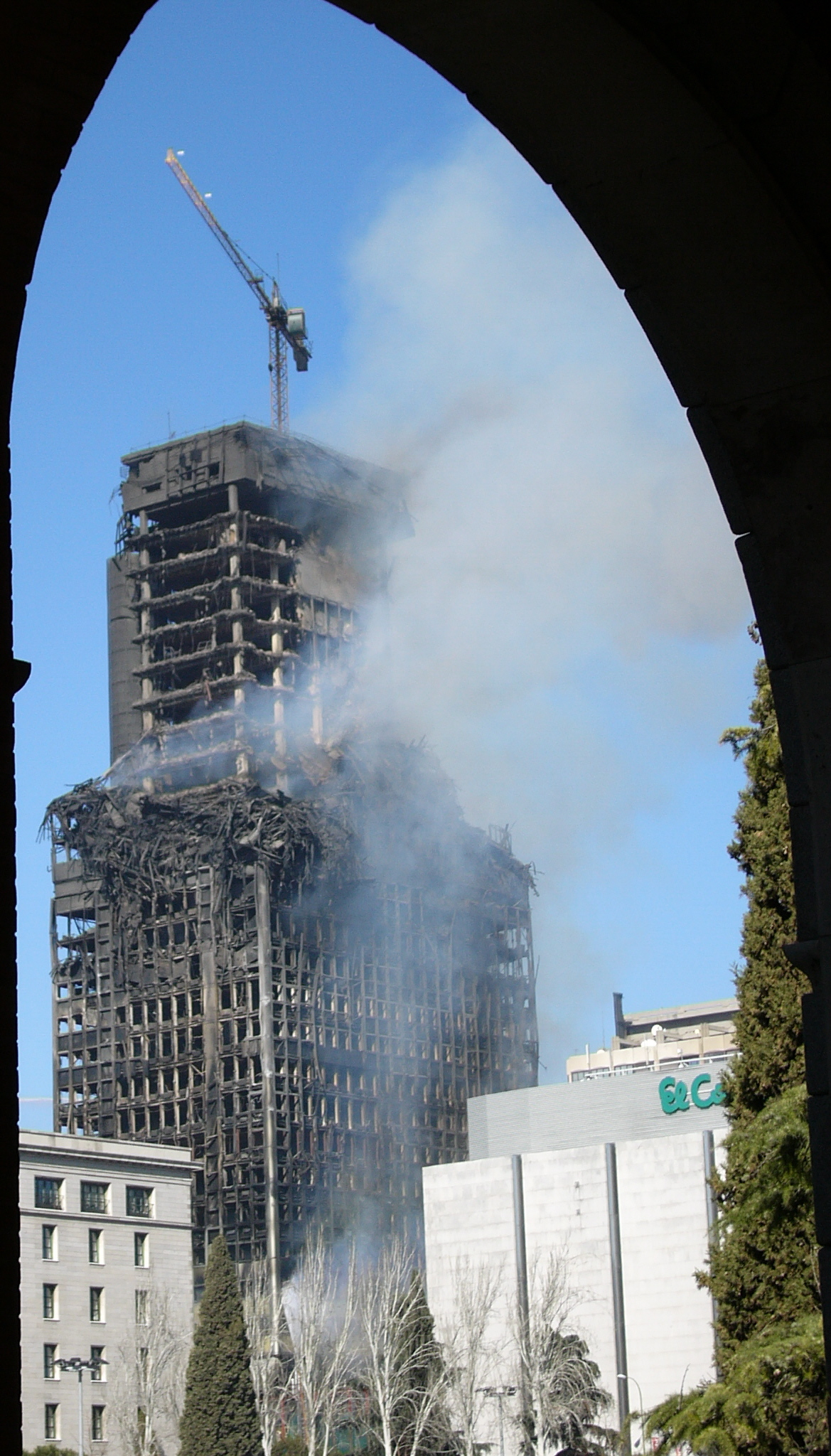
La tour Windsor le 13 février 2005.

Construite à partir de 1975, elle est achevée en 1979 et abrite des bureaux. Dans la nuit du 12 février 2005, un incendie spectaculaire la détruit presque entièrement,. L'origine de ce sinistre n'a toujours pas été élucidée. La carcasse de l'édifice est par la suite démolie et on construit à sa place la tour Titania, inaugurée en novembre 2011.

## Architecture
Elle comptait 32 étages et culminait à 106 mètres, ce qui faisait d'elle la 8e plus haute tour de Madrid.